# Aloe deinacantha
Aloe deinacantha är en grästrädsväxtart som beskrevs av T.A.Mccoy, Rakouth och John Jacob Lavranos. Aloe deinacantha ingår i släktet Aloe och familjen grästrädsväxter.
Artens utbredningsområde är Madagaskar. Inga underarter finns listade i Catalogue of Life.